# Опустелювання

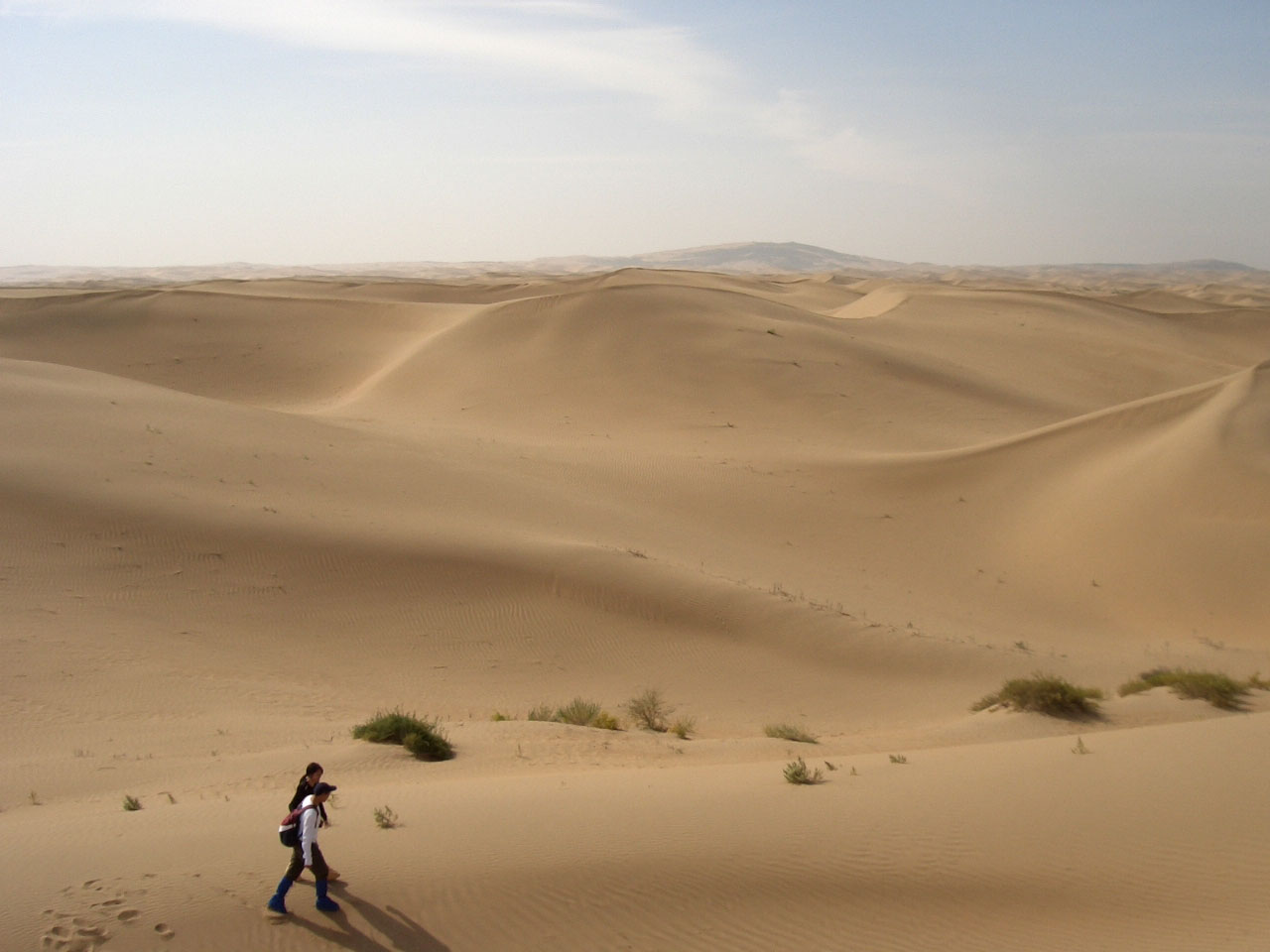
Пустеля Внутрішньої Монголії.

Опусте́лювання — пониження природно-ресурсного потенціалу території нижче умовного (допустимого) рівня, який позначається в деградації рослинного покриву, погіршенні біологічної продуктивності земель, може призвести до виникнення умов, аналогічних пустельним.

## Загальний опис
Конвенція ООН про боротьбу з опустелюванням надає наступне визначення: опустелювання (англ. desertification) означає деградацію земель у посушливих, напівпосушливих і сухих субгумідних районах у результаті дії різних факторів, включаючи зміну клімату і діяльність людини
Опустелювання або дезертифікація — деградація земель в аридних, напіваридних (семіаридних) і посушливих (субгумідних) ділянках земної кулі, викликане як діяльністю людини (антропогенними причинами), так і природними факторами і процесами. Термін «кліматичне спустелювання» був запропонований в 1940-х роках французьким дослідником Обервілем.
Поняття «земля» в цьому випадку означає біопродуктивність системи, що складається з ґрунту, води, рослинності, іншої біомаси, а також екологічні і гідрологічні процеси всередині системи.
Деградація земель — зниження або втрата біологічної і економічної продуктивності орних земель чи пасовищ у результаті землекористування. Характеризується висушування землі, в'яненням рослинності, зниженням зв'язаності ґрунту, внаслідок чого стають можливими швидка вітрова ерозія та виникнення пилових бур. Спустелювання належить до складнокомпенсувальних наслідків кліматичних змін, оскільки на відновлення одного умовного сантиметра родючого ґрунтового покриву йде в аридній зоні в середньому від 70 до 150 років.